# Strophopteryx limata
Strophopteryx limata är en bäcksländeart som först beskrevs av Theodore Henry Frison 1942.  Strophopteryx limata ingår i släktet Strophopteryx och familjen vingbandbäcksländor. Inga underarter finns listade i Catalogue of Life.